# Bolshói Utrish
Bolshói Utrish (del ruso: Большой Утриш) es un seló del ókrug urbano de la ciudad-balneario de Anapa del krai de Krasnodar, en el sur de Rusia. Está situado en el cabo Bolshói Utrish, en la orilla nororiental del mar Negro, 14 km al sur de la ciudad de Anapa y 129 km al oeste de Krasnodar. Tenía 170 habitantes en 2010.
Pertenece al municipio rural Supsejskoye.